# Іллінці (Коломийський район)
Іллінці́ (пол. Ilińce) — село Заболотівської селищної громади Коломийського району Івано-Франківської області. До 2020 року входило до Снятинського району.

## Короткий опис
Село розташоване за 24 км від районного центру, 6 км від залізничної станції Заболотів. Населення — 2366 чоловік. В селі є середня школа, три церкви, клуб, бібліотека, медпункт, відділення зв'язку, стадіон.
Через  село тече річка Дубовець (Тростянець), права притока Пруту.

## Історія села
Перша письмова згадка про Іллінці належить до 06.02. 1453 року.Тоді воно називалося Гальниче. На території села знаходиться урочище Хомів.
Згадується село Ілінці (Ilincze) 8 травня 1475 року в книгах галицького суду .
В Іллінцях у хаті члена радикальної партії Голубовича бували Іван Франко, Лесь Мартович, діяч революційного руху М. Лавмек.
У 20—30-х роках XX століття в селі діяв осередок КПЗУ. В радянські часи в селі діяв колгосп ім. Лесі Українки.
Житель П. М. Вакалюк здобув звання доктора медичних наук, а В. М. Вакалюк, В.В. Даниш, М. Д. Ризюк, О. Г. Іванчук та М. Д. Бойчук — стали кандидатами наук.

## Населення

### Мова
Розподіл населення за рідною мовою за даними перепису 2001 року:
| Мова            | Кількість | Відсоток |
| --------------- | --------- | -------- |
| українська      | 2358      | 99.66%   |
| російська       | 6         | 0.26%    |
| румунська       | 1         | 0.04%    |
| інші/не вказали | 1         | 0.04%    |
| Усього          | 2366      | 100%     |

## Музей села Іллінці
У 1990 році в Іллінцях був організований музей історії села. В 1993 році музей було пограбовано, багато експонатів знищено. В 1994 році музей відновлено. З 2007 року експозиція ґрунтовно оновлена й доповнена.

## Пам'ятки природи
- Хомів — ботанічний заказник місцевого значення .

## Спорт
Іллінці — найспортивніше село Снятинського району та Івано-Франківської області 2013 року. Саме Іллінці представлятимуть область на Всеукраїнському рівні.

## Відомі люди

### Народилися
- Бойчук Василь Іванович — український учений-фізик. Доктор фізико-математичних наук, професор. Академік АН ВШ України.
- Вакалюк Петро Михайлович — доктор медичних наук.
- Даниш Василь Васильович — вчений-геолог.
- Мойса  Марія Семенівна — Герой Соціалістичної Праці.
- Пантелюк Марія Петрівна — депутат Верховної Ради СРСР 5-го скликання.
- Мирослав Радиш (1910—1956) — художник.
- Василь Ткачук (1916—1944) — письменник.
- Федорак Іван (1890—1954) — народний вчитель, видатний майстер українського слова, громадський і культурний діяч.письменник.
- Гаврилишин Юрій Іванович (1994 - ) військовослужбовець
- Понар Андрій Васильович  (1995 - ) військовослужбовець